# 俞國華
俞國華（1914年1月10日—2000年10月4日），浙江省奉化縣人，與前中華民國總統蔣中正及蔣經國同鄉，中華民國政治人物。因為與蔣中正份屬同鄉，因此進入國民政府軍事委員會委員長侍從室工作，後留學英美深造。1955年返臺從政。日後在財金方面大展長才，與前行政院院長孫運璿、前財政部部長李國鼎、前主計長周宏濤等，並稱臺灣經濟奇蹟最關鍵的推手。1984年5月，時任行政院院長孫運璿中風辭去院長職，俞國華以中央銀行總裁兼行政院經濟建設委員會主任委員身份，繼任行政院院長。卸下院長職後，曾任總統府資政及中國國民黨副主席。俞先生逝世七年後，時任中央銀行總裁彭淮南猶於正式場合，詳述俞國華於金融自由化、制度化與國際化方面，對國家貢獻隆崇的事蹟。
與俞飛鵬、俞濟時合稱為「奉化三俞」。

## 生平

### 早年岁月
俞父俞作屏與蔣中正為中學同學，曾任蔣氏的秘書，後於陳炯明與廣州方面內戰時殉職。俞國華先後入錦溪中學、舟山定海中學、寧波省立第四中學高中部、上海光華大學、北平清華大學；1934年夏畢業於清華大學政治學系，7月任職於國民政府軍事委員會委員長南昌行營，開啟了俞國華在蔣中正身邊服務的日子。
1935年起，俞國華先後任職於軍委會武昌行營、重慶行營、國民政府軍事委員會委員長侍從室秘書。1936年6月發生兩廣事變，旋即赴廣州處理相關事宜，未幾發生西安事變，亦被禁足兩週旋即被釋放回南京。1937年抗日軍興，俞國華隨統帥部西遷，期間並隨同蔣中正與蔣宋美齡外訪印度甘地、見習開羅會議等事。1944年5月奉派赴美進修；9月入哈佛大學研究院主修國際財政金融；1946年轉赴英國倫敦政經學院；1947年赴美出任華盛頓國際復興開發銀行副執行董事；1951年1月，任國際貨幣基金會副執行董事。

### 回國服務
俞國華於1955年自美返國，旋即出任中央信託局局長，於任期內致力對外貿易，主辦臺糖、臺鹽、米糧外銷業務，對象是日本。後業務逐漸擴展至棉織品、五金等輕工業品，市場亦延伸及南韓、泰國、美國、西歐，並增設新加坡代表處。
1957年秋，應美政府之邀赴美研究資本形成問題，歸國後建議國府成立開發公司與證券交易所，使民間資金透過證券市場導入生產。1958年初，國府成立中華開發公司籌備處，俞國華奉派兼任主任委員，同年十月赴印度新德里，出席國際復興開發銀行及國際貨幣基金年會；1960年2月赴越南共和國出席中越經濟合作會議。1961年，俞國華轉任中國銀行董事長（2006年已改組為兆豐國際商業銀行）並兼任中國產物保險公司(今兆豐產物保險公司)董事長，積極拓展國際金融，過後數年赴南美各國訪問，並在1964年赴日本東京出席國際復興開發銀行年會。

### 財稅重臣
1967年12月，奉派為中華民國財政部部長，因蔣中正決定實施九年國民義務教育，所需經費極為龐大，為籌措財源，乃實施加稅計畫，以達成預算平衡。1969年4月，當選中國國民黨第十屆中央委員；5月，兼任行政院對匪經濟作戰策劃小組（對外代號「力行小組」）召集人，負責對中華人民共和國經濟作戰之策劃。
當年6月，俞國華接任中央銀行總裁，兼任國際貨幣基金理事及亞洲開發銀行理事。在央行任內，俞維持貨幣供給穩定增加，並抑制臺灣在1973年、1979年兩次石油危機所引發的物價狂飆；建造央行辦公大樓，更新中央造幣廠、中央印製廠設備，並實施利率自由化，訂定《銀行利率調整要點》。1970年6月，俞兼任中國國民黨文化經濟事業管理委員會主任委員。
1972年4月，俞國華訪西德、瑞士、比利時，5月任中国国民党中央财务委员会主任委員。7月7日，中日断交，此局勢逆轉之下，中華民國在亞洲開發銀行的地位岌岌可危。以中央銀行總裁出任中華民國亞銀理事的俞國華極為重視日本對亞銀的影響，由於每屆亞銀年會，日本大藏大臣均是年會最舉足輕重的貴賓，俞訪問日本時，每次都設法與大藏大臣竹下登謀面，以聯絡感情；但日本已與北京建交，殊不願與臺北官方接觸。但因中華民國駐日副代表林金莖與竹下登同為早稻田大學校友，兩人商議後，暫時不提及北京入會案，中華民國在亞銀的地位得以未受動搖。
1973年10月獲美國聖若望大學頒榮譽商業博士學位。1977年12月，行政院經濟建設委員會成立，俞奉命兼任主任委員，負責整體經濟決策及規劃各項發展計劃，主掌臺灣經濟快速轉型的政策導引。
1978年7月，中華民國總統蔣經國以俞國華在財政部長任內改革稅制，為九年國教提供財政後盾，卓有勳績；其後任央行總裁兼任經建會主委任內，主持經濟金融政策，協助完成十大建設，使經濟快速成長，兼保有物價穩定，特授於一等景星勳章，以酬其功績。1978年8月俞國華出訪哥倫比亞。1979年3月應菲律賓總統馬可仕之邀出訪菲律賓，同年12月當選國民黨第11屆中央常務委員。1981年8月率團前往史瓦濟蘭和南非，洽談經濟合作事宜；該年11月，赴美出席兩國經濟協會聯席年會。

### 行政院長

#### 任內
1984年6月，俞國華出任行政院長，任內臺灣政治有偌大變遷：
- 一、在政治方面：宣佈解除臺灣省戒嚴令，開放黨禁，解除報禁，開放臺澎金馬人民前往中國大陸探親，制訂第一屆中央民意代表自願退職條例，修訂集會遊行法。
- 二、經濟方面：連續五年平均經濟成長率是9.9%，外匯存底由150億美元增至760億美元，躍居世界第二，僅次於日本；此期臺灣物價10倍的飛漲，為二戰結束以來僅見。
- 三、財政方面：廢除支票刑罰，實施新制營業稅，解除外匯管制，廢除屠宰稅。
- 四、成立行政院勞工委員會，處理勞資糾紛，停納田賦，開辦農民健康保險。
- 五、於中央政府設置行政院環境保護署，各地方政府設環境保護局，分層推動環境保護。

1987年6月8日至6月12日，與夫人訪問新加坡。1988年，俞率特使團赴韓國漢城，慶賀盧泰愚總統就職；7月當選中國國民黨第13屆中央委員。1989年1月，率團訪中南美巴哈馬、瓜地馬拉、多明尼加，與巴哈馬總理簽訂建交文件，兩國正式建立外交關係。

#### 下台
俞國華內閣組成之初，臺灣爆出連連弊案及重大災難，包括二次大水災、1984年6至12月的三次重大礦災（土城海山煤礦、三峽海山一坑、瑞芳煤山煤礦礦災），以及江南案及十信案的爆發，俞內閣也被批為「災難內閣」。:211-212除了影響俞國華在民間聲望外，也給黨務系統如李煥勢力有了發揮力量。1987年2月24日，國民黨資深立委吳春晴在立法院第79會期質詢中，公開指出俞國華在外包酒家女。引起外界軒然大波。
蔣經國逝世後，俞國華在李登輝代理主席案中捲入政爭，由於俞國華被外界視為在代理主席案遭蔣宋美齡施壓，導致俞氏在中常會上遭到只有列席資格的宋楚瑜指責。雖然最後通過李登輝代理主席案，然而對俞已造成打擊，成為去職原因之一。
1988年7月，中國國民黨舉行十三全會，會前國民黨內部則形成「擁俞」及「倒俞」的政爭。然而掌握黨機器權力的秘書長李煥在十三全會期間選舉中進行動員，以第一高票當選中央委員，而時任行政院院長俞國華卻只屈居35名。而俞國華則在立法院中受到李煥勢力的強烈攻擊，最後選擇提出辭呈。
1988年12月，俞國華與海外學人聚餐時，回答張旭成教授有關二二八事件時。回答從之前「臺共謝雪紅煽動論」改成「我們要往前看，不要往後看」論。然而卻脫口而出「當年滿洲人入關殺了很多漢人，滿洲皇帝也未向漢人道歉。」，被史學界大老、中研院院士的匹茲堡大學許倬雲教授記下，刊於《新新聞》，就在立法院裡引發軒然大波。 「滿洲皇帝也未向漢人道歉」說被視為將二二八事件比喻為異族之間屠城，當時就算是民進黨，甚至臺獨團體，最多也只會批評兩蔣父子是皇帝，還不至於如俞國華形容如異族的「滿州皇帝」、滿清入關式屠殺。俞國華此言論，連保守派的《聯合報》系，也在1989年3月4日，於《聯合晚報》社論痛批「俞院長說錯話了？」。被認為是引發外省族群內對其攻擊的指標。
1989年5月17日，俞國華公佈「辭職三理由」，表示為了黨內團結、為了給李總統重新安排內閣的機會、為了讓年輕人接棒，宣布辭去行政院長職務。最後李登輝於總統府召見李煥，李煥隨即對外放出組閣新聞。最後李煥於1989年6月1日組閣。
在政爭中，俞國華夫人董梅貞更在接受中視夜間新聞訪問時，說出了「政治太可怕了！」此一名言。並表示「早點離開這一是非之地」。
俞國華下台後，總統李登輝特頒以一等卿雲勳章，同月受聘為中華民國總統府資政。

### 晚年生活
俞國華受聘總統府資政一年後，在1990年5月率特使團赴哥斯大黎加，代表中華民國總統參加新任總統卡特隆就職典禮。1991年12月，俞擔任中華民國國家統一促進會首任理事長；1993年2月，獲倫敦政經學院頒授傑出校友獎狀，同年成立「財團法人俞國華文教基金會」以資助財政、金融、經濟等議題的文化教育事業；1994年國立清華大學成立「俞國華講座」以鼓勵清大傑出研究人材，並成立「俞國華獎學金」以獎勵清大品學兼優的學子。1996年膺任中國國民黨副主席。

## 逝世
2000年9月俞國華因肺炎住院，10月4日終因心肺衰竭而病逝，10日13日總統陳水扁明令褒揚。
褒揚令原文為：
|  | 前總統府資政、行政院院長俞國華，性行廉正，才識宏達。早歲卒業清華大學，嗣奉派美英，專研經濟，以期蔚為國用。歷任中央信託局局長、中國銀行董事長、財政部部長、中央銀行總裁、行政院政務委員、行政院經濟建設委員會主任委員等職，開源節流，奠經濟建設之丕基；鼎新革故，成貨幣金融之偉業。懋績孔昭，群倫共仰。嗣出長行政院，綜理百揆，率行中道，政通人和，八紘向化；尤以推行新制營業稅、解除報禁、戒嚴、黨禁，開放外匯管制及赴大陸探親等要政，碩畫藎籌，勳猷丕著；德業並懋，聲望益隆。晚歲膺聘資政，翊贊中樞，老成謀國，獻替良多。茲聞溘逝，震悼殊深，應予明令褒揚，用示政府崇禮耆賢之至意。 總 統 陳水扁 行政院院長 唐 飛 |

## 评价
- 曾任中華民國總統的李登輝曾回憶：「蔣經國過世前跟我說過一句話，他說俞國華這個人要重用。這個人是老實人，絕不會做狠事。但是俞國華做不到一年，就被李煥用立法委員煽動，把他拉下來。」[8]

## 榮譽
- 美國聖若望大學頒榮譽商業博士學位：1973年10月，獲美國聖若望大學頒榮譽商業博士學位。
- 一等景星勳章：1978年7月，中華民國總統蔣經國以俞國華在財政部長任內勳績，特授於一等景星勳章，以酬其功績。
- 一等卿雲勳章：1989年5月，俞辭行政院長職，當時總統李登輝特頒以一等卿雲勳章，同月受聘於中華民國總統府資政。
- 倫敦政經學院傑出校友：1993年2月，獲倫敦政經學院頒授傑出校友獎狀。

## 家庭
育有二子，均为美国电脑工程师，其中俞士纶曾服务于IBM。

## 影視形象
| 年份 | 作品        | 演員   |
| ---- | ----------- | ------ |
| 2019 | 幻術 (電影) | 陳慶昇 |

## 外部連結
- 〈民國人物小傳－俞國華〉，《傳記文學》第77卷第6期（2000年12月），頁139-141。
- 喻蓉蓉〈首相外交憶餘——林金莖口述歷史之外〉，《歷史月刊》第191期，頁42-43。
- 俞國華文教基金會
- 俞國華獎學金 （页面存档备份，存于）
- 清大數位校史館：名譽博士俞國華
- 俞國華開啟金融國際化 彭淮南蕭萬長同追思 （页面存档备份，存于）
- 俞國華（文建會）[永久]
- 張心洽先生小傳
- 財經巨擘：俞國華生涯行腳 （页面存档备份，存于）
- 中華民國行政院歷任正副院長介紹

| 奉化三俞                 |
| ------------------------ |
| 俞國華 · 俞飛鵬 · 俞济时 |

| 中華民國政府職務                   | 中華民國政府職務                                               | 中華民國政府職務 |
| ---------------------------------- | -------------------------------------------------------------- | ---------------- |
| 行政院                             |                                                                |                  |
| 前任： 陳慶瑜                      | 財政部部長 第十任 1967年12月4日—1969年7月4日                   | 繼任： 李國鼎    |
| 前任： 徐柏園                      | 中華民國中央銀行總裁 第十一任 1969年7月4日—1984年6月1日        | 繼任： 張繼正    |
| 改制後首任 （改制前：楊家麟）      | 行政院經濟建設委員會主任委員 第一任 1977年12月1日—1984年6月1日 | 繼任： 趙耀東    |
| 前任： 邱創煥（代理） 正任：孫運璿 | 行政院院長 第十一任 1984年6月1日—1989年6月1日                  | 繼任： 李煥      |